# Järnnatt

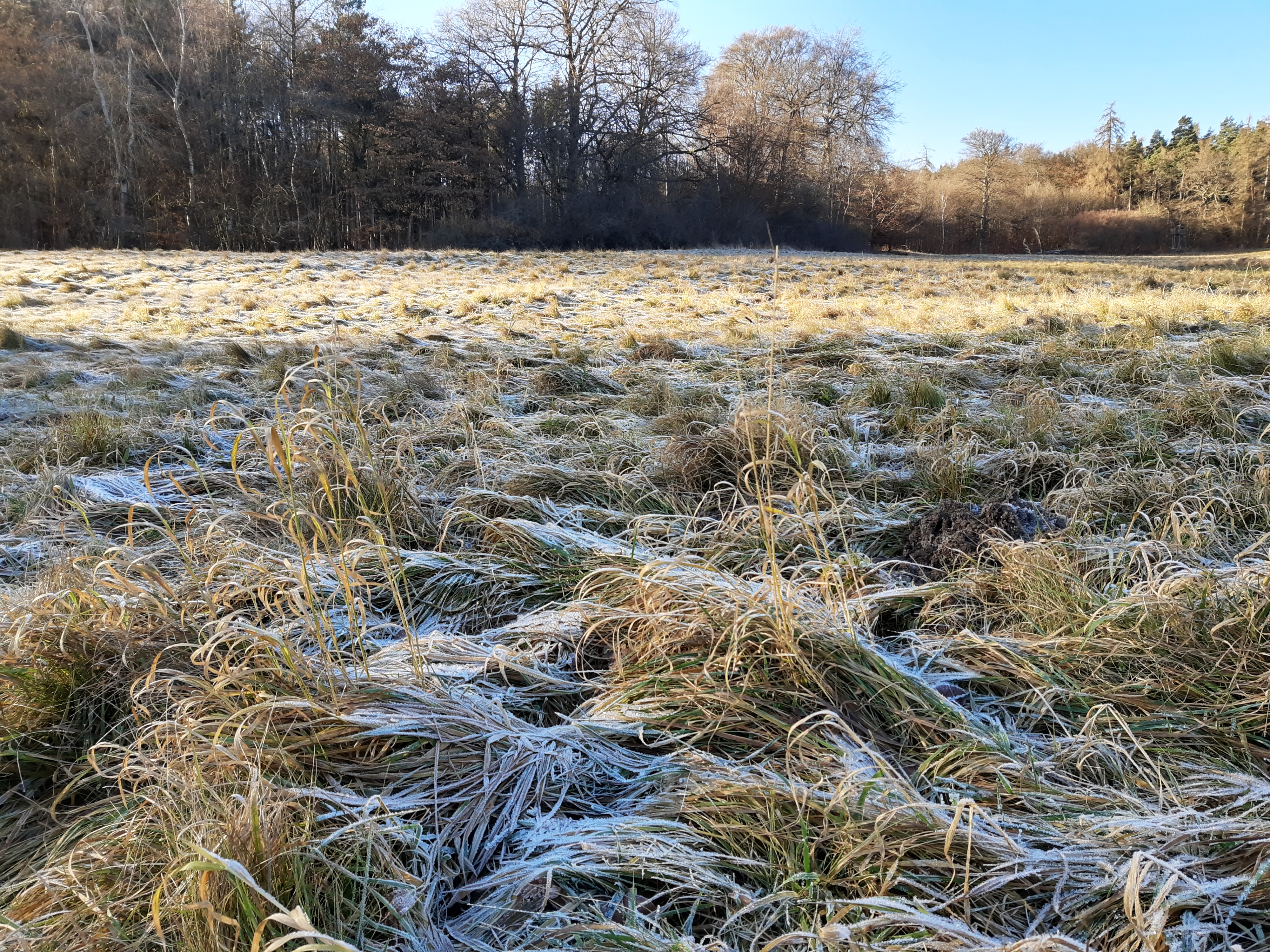

Järnnätter är ett uttryck för nätter med frost under vår och försommar, vilket kan skada eller försena utvecklingen av växter och odlingar. Det har också funnits föreställningar att vissa nätter är mer utsatta att drabbas av frost och dessa datum har också benämnts järnnätter. I modernt svenskt språkbruk används ordet järnnatt för sommarhalvårsnätter med plötslig kyla, frost eller plötsligt snöfall. 

## Begreppets ursprung
Begreppet är gammalt och förmodligen en felöversättning av den tyska bondepraktikan, där; ”Eismänner” (Ismän) har uppfattats som Eisenmänner (järnmän).[källa behövs] Dessa "ismän" var Mamertus, Pankratius, Servatius, Bonifatius samt Sophie som var "Die Eisheiligen (frosthelgonen)", det vill säga symboler för vintern på samma sätt som kung Bore. Man ansåg att nätterna 11-13 maj var speciellt frostbenägna och kopplade samman dessa med de tre.
Bonifatius hade, som exempel, förr namnsdag i Tyskland den 5 juni, vilket också kan vara förklaring till varför de nämns ihop med specifika datum för frostnätter. Luddenätter, Luddinätter, Naddarna, Valborgsnoran, var bland den svenska allmogen benämningar på de sju nätterna omkring Filippus (1 maj), som i allmänhet ansågs vara kalla. 
Efter kalenderreformen 1753 skiljer man mellan de gamla luddenätterna 8-14 maj och de nya 28 april - 4 maj och det har främst varit de gamla man har rättat sig efter. Om luddenätterna har varit varma har det enligt Bondepraktikan var ett tecken på en kommande dålig sommar.
Att ett avbrott i vårvärmen inträffar under första hälften av maj, härrörande från naturliga orsaker, har förutom i Tyskland också iakttagits i Nederländerna där man säger: Maart heeft altijd een staart ("mars har alltid en svans -av vintern-") och i Frankrike där det heter: À la mi-mai queue d'hiver ("vid mitten av maj en eftersläng av vintern").

## Järnnätter i Sverige
En vanlig uppfattning i Mellansverige är att järnnätter inträffar första veckan i juni, speciellt natten till den 2 juni och nätterna mellan 13 och 18 juni. I Norrland tar man också med 28-31 juli och 11-19 augusti som särskilt utsatta nätter. Detta är dock folktro då det ej går att finna statistiska stöd för att vissa dygn skulle vara mera utsatta för frost. I Norrbottens kustland har man uppfattningen att järnnätterna slutar den 8 juni, så att man efter det datumet kan sätta mandelpotatisen.